# Isla Bugala
La Isla Bugala (en inglés: Bugala Island) es una isla lacustre de Uganda, la segunda mayor del lago Victoria, después de la isla Ukerewe. Su superficie es de 275 km² y tiene 34 km de largo. Es parte del archipiélago conocido como las islas Ssese, en el Distrito de Kalangala. La ciudad principal y capital distrital es Kalangala. La isla está compuesta de una selva densa, y está situada en la esquina noroeste del lago. Otra ciudad importante es Luku que se encuentra en la parte norte de la isla.